# Fondo objetivo
Un fondo objetivo: (TDF, por sus siglas en inglés), también conocido como fondo de fecha objetivo, de ciclo vital, de riesgo dinámico o fondo basado en la edad, es un instrumento de inversión colectiva, a menudo un fondo mutuo o un fondo fiduciario colectivo, diseñado para proporcionar una solución de inversión sencilla a través de una cartera cuya combinación de asignación de activos deviene más conservadora a medida que se aproxima la fecha objetivo, que normalmente se corresponde con el momento de la jubilación del inversor.

## Historia
Los fondos objetivo fueron inventados por Donald Luskin y Larry Tint, de Wells Fargo Investment Advisors (después Barclays Global Advisors), e introducidos por primera vez en el mercado a principios de la década de 1990 por BGI. Su popularidad en los EE. UU. aumentó significativamente en los últimos años, debido en parte a la Ley para la Protección de las Pensiones del 2006, que promovió el uso de Alternativas Calificadas de Inversión por Omisión (QDIA, por sus siglas en inglés) del tipo "puerto seguro", como los fondos objetivos, para los planes de ahorro 401(k). Con la promulgación en el Reino Unido de la legislación referida a la filiación automática a planes de ahorro en el año 2012, los fondos objetivo son utilizados por el NEST (National Employment Savings Trust) y se espera que sean cada vez más populares, en la medida en que su diseño cumpla con los criterios de elegibilidad de los fondos del Ministerio de Trabajo y Pensiones británico (DWP, por sus siglas en inglés).
Por otro lado, Mark Kantrowitz propuso otro enfoque inversor parecido a mediados de la década de 1990, llamado "asignación de activos basada en la edad", que fue adoptado rápidamente por los 529 planes de ahorro universitario existentes en EE. UU.

## Diseño
Los fondos de fecha objetivo están dirigidos a personas que planean jubilarse, y son atractivos porque ofrecen una estrategia de inversión gestionada a lo largo de toda la vida del inversor que seguiría siendo adecuada para su perfil de riesgo aunque no se revisara. Los estudios sugieren que la edad es, con diferencia, el factor más importante a la hora de crear una estrategia de inversión, así que los fondos objetivo (o fondos basados en la edad) son particularmente atractivos para una elección por defecto de fondos de inversión. No pueden ofrecer una rentabilidad garantizada, pero sí una conveniente estrategia de ahorro de cara a la jubilación, agrupando múltiples activos a través de un fondo único orientado a resultados.
La combinación de activos de los fondos objetivo suele conllevar en los primeros años, cuando la capacidad de riesgo es mayor, una exposición a activos más orientados a buscar la rentabilidad, como la renta variable, y se vuelve cada vez más conservadora a medida que avanza el tiempo, desplazándose progresivamente hacia activos que tienden a preservar el capital, como los bonos del Tesoro o indexados.
La velocidad con la que fondo objetivo reduce el riesgo de su cartera se conoce en la industria como "glidepath", que es un término propio de la navegación aérea (traducido como "trayectoria de descenso" al español), creando así la analogía con un avión (el fondo) que se dispone a aterrizar (es decir, llegar a la fecha objetivo con una combinación de bajo riesgo de activos subyacentes).
Al adoptar un enfoque dirigido o estocástico en la reducción del riesgo, el fondo objetivo ofrece un nivel superior de atención técnica y fiduciaria que anteriores técnicas sobre el ciclo vital, que tenían enfoques automatizados o deterministas.
La base teórica del diseño del glidepath yace en la combinación de la teoría moderna de cartera con la teoría del Capital Humano sobre el valor actual de los ingresos futuros esperados.

## El glidepath
El modelo estratégico de asignación de activos a lo largo del tiempo se conoce como glidepath o trayectoria de inversión, ilustrando cómo la estrategia de inversión deviene cada vez más conservadora con el tiempo a medida que se acerca la fecha objetivo. En la parte superior de la versión en inglés de esta entrada figura un gráfico con un ejemplo de trayectoria de inversión estilizada para una muestra de fondos del mercado de Reino Unido, mostrando el cambio en la composición de la cartera hacia inversiones más conservadoras con el paso del tiempo. Las gestoras de fondos, como Intelligent Money, proporcionan diferentes trayectorias de inversión en función del objetivo final de cada cliente (una suma a tanto alzado para la retirada a la fecha objetivo, o una cartera generadora de ingresos a disposición del cliente).

## Economía del comportamiento y teorías del refuerzo positivo
Los fondos objetivo son generalmente utilizados por defecto en un plan de ahorro porque ayudan a seleccionar una estrategia de ahorro más fácilmente que otros productos. Esto reduce el riesgo de retornos inferiores que podrían crear las tendencias conductistas.
Según un estudio del año 2016 entre los partícipes de planes de pensiones, al 74 % de los encuestados les gustaría ver inversiones más socialmente responsables en sus ofertas de planes de pensiones y la mayoría (78 %) cree que es importante hacer del mundo un sitio mejor al tiempo que ven crecer su patrimonio.
Una encuesta del año 2016 entre partícipes de planes de aportación definida encontró que el 71 % de los inversores "millennial" estarían "más dispuestos a contribuir a su plan de pensiones si supieran que sus inversiones apoyaran al bienestar social". La encuesta también encuentra que el 84 % de los "millennials" quiere que sus "inversiones reflejen sus valores personales" y el 77 % quiere más inversiones socialmente responsables en sus planes de jubilación.

## Fondos objetivo en los Estados Unidos
En EE. UU. el uso de fondos de fecha objetivo se incrementó en 2006 con la introducción la filiación automática en la regulación de pensiones, y gracias a la comodidad que ofrecían de ser un solo 'fondo de por vida' se convirtieron en la estrategia de inversión básica más popular. Desde entonces el volumen de fondos objetivo se ha multiplicado por diez, hasta alcanzar los 763.000 millones de dólares al final del 2015.

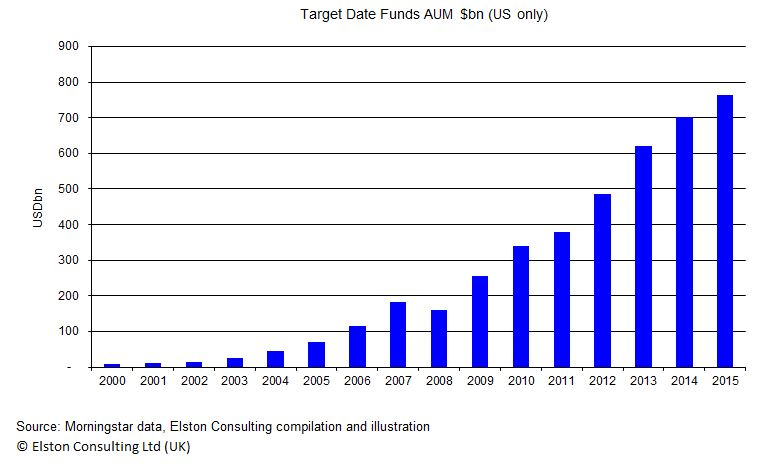
Crecimiento de los fondos objetivo durante la década de 2000 en EE. UU.

Los fondos objetivo referentes del mercado de EE. UU. son:
- S&P Target Date Indices
- Dow Jones Target Date Indices
- Morningstar Lifetime Allocation Indexes
Los gestores de fondos objetivos más importantes de Estados Unidos son Fidelity, Vanguard, T. Rowe Price, BlackRock (que lleva los "Lifecycle Funds", fondos objetivo incluidos en el Thift Savings Plan – Programa de Ahorro de Aportación Definida – del Gobierno de EE. UU.), Principal Funds, Wells Fargo Advantage, American Century y Northern Trust.
Debe tenerse en cuenta que el valor contable real de los distintos gestores es difícil de estimar, ya que muchos de ellos mantienen activos en otros vehículos que no son fondos mutualistas. Northern Trust, por ejemplo, utiliza Fondos Fiduciarios Colectivos (CTFs, por sus siglas en inglés), que normalmente no están representados en las estimaciones de Activos Bajo Gestión (AUM, por sus siglas en inglés) de Morningstar o Bloomberg.

## TDFs En el Reino Unido
En el Reino Unido, el uso de fondos objetivo ha ido cogiendo velocidad después de su lanzamiento en el año 2003. En el año 2013, el volumen estimado de negociación alcanzó los 4.000 millones de libras esterlinas. Se espera que este volumen aumente con la llegada al país de la regulación de filiación automática de pensiones.
Las gestoras más importantes de fondos objetivo del Reino Unido son, entre otras:
- Minorista: Architas BirthStar (gestionada por AllianceBernstein), Fidelity.
- Institucional: AllianceBernstein, BirthStar, BlackRock, Fidelity, JPMorgan, NEST, State Street Global Advisers.
Según un estudio independiente, se espera que los fondos objetivo lleguen a suponer el 17 % del total de activos en planes de aportación definida del Reino Unido para el año 2023. Los planes de pensiones de múltiples empleadores (también conocidos como "master trusts") están entre los pioneros en la inversión en fondos objetivo en el mercado de Reino Unido.
- BlackRock Master Trust: BlackRock Lifepath Target Date Funds
- Carey Workplace Pension Trust: BirthStar Target Date Funds
- Intelligent Money: IM Optimum Portfolios Intelligent Money ofrece carteras objetivo, más que fondos objetivo.
- Lighthouse Pensions Trust: BirthStar Target Date Funds

El referente del mercado del Reino Unido en fondos obnjetivo es FTSE UK DC Benchmarks

## Controversia
Los fondos objetivo no carecen de voces críticas, quienes señalan la volatilidad inesperada de algunos fondos objetivo con vencimiento próximo durante la crisis financiera de 2007–2008, sugiriendo que no tenían una posición tan conservadora como su nombre implicaría. En respuesta a esto, la SEC (Securities and Exchange Commission) y el Departamento de Trabajo de los EE. UU. celebraron una junta conjunta para examinar estos productos financieros en junio de 2009, concluyendo que, aun suponiendo una innovación bien recibida, los fondos objetivo deberían mejorar la información proporcionada para asegurar que los inversores sean plenamente conscientes de que la trayectoria de inversión de cada fondo puede diferir de gestor a gestor.  La reglamentación sobre las cláusulas de divulgación de estos fondos fue publicada por la SEC en 2010.